# NGC 7329
NGC 7329 este o galaxie situată în constelația Tucanul. A fost descoperită în 20 iulie 1835 de către John Herschel. Se află la o distanță de 45,71 de megaparseci de Pământ.